# 金銀鬼
金銀鬼，是台灣的妖怪，金銀積蓄如山，數十年不用，會變成金銀鬼。類似日本的付喪神。

## 妖怪廟
此為稻垣其外講述一個小和尚經歷的事，北投牛稠山下有一間廢廟，廟的南側一角因暴風雨而崩塌，中間有一個柱子被拔除留下的洞穴，某夜僅剩一個小和尚留守廟中，當晚小和尚偶然在睡夢中醒來，發現有一隻手從洞穴伸出，起初只是隻普通的手，卻漸漸伸長，並在室內任意彎曲、旋轉，似乎是要抓住小和尚，受到驚嚇的小和尚在廟內到處逃竄，最後在天將亮之時，那隻手漸漸變小縮回原來的洞穴中，小和尚也盡速的逃離寺廟。
事後得知，廢廟原本是台北仕紳陳省吾作為別莊而建設，但是因為鬧鬼而棄置，地方傳說地下有銀鬼居住，因為曾在地下挖出數罐裝有銀塊的壺。